# 4e Régiment étranger
Il 4º Reggimento straniero (in francese: 4e Régiment étranger o 4º RE) è il Reggimento di addestramento della Legione straniera francese dell'esercito francese. Dal 1976 è di stanza a Castelnaudary, dopo essere stata inizialmente basata a Corte (Corsica).
Presso questa unità vengono formati i volontari, durante un ciclo di diciassette settimane all'interno di una delle CEV (compagnie di volontari). Ciò comporta in particolare l'apprendimento del francese per questi stranieri utilizzando in passato il metodo “Képi blanc” e oggi il metodo “Mauger”. In coppia o in trio (a seconda del numero di francofoni), di cui uno francofono, i futuri legionari acquisiscono le basi del francese senza mai ricorrere alla loro lingua madre. Dopo l'arruolamento nel corpo di appartenenza, torneranno al "crogiolo della Legione" per seguire eventualmente la formazione specialistica (cuoco, infermiere, assistente sanitario, trasmettitore, informatico, meccanico, istruttore sportivo, segretario, istruttore di guida) presso la CIS (Compagnia di formazione specialistica).
Durante il loro primo contratto, torneranno per completare l'FGE (addestramento generale di base) per guadagnarsi i gradi di caporale e, nella migliore delle ipotesi, l'FG1 (addestramento generale di 1º grado) che  aprirà loro le porte alla carriera di sottufficiale. Questi corsi di formazione dirigenziale, così come la formazione di combattenti specializzati di 1º grado e la preparazione per la formazione generale di 2º grado, vengono svolti  presso il CIC (Compagnia di formazione dirigenziale).

## Storia

### Seconda Guerra Mondiale
Di stanza in Marocco fino al 1940, vi svolse una missione di pacificazione, guadagnandosi così il nome di “Reggimento Marocco ”. Partecipò così, dal 1925 al 1939, alla costruzione della strada del passo Tchika (Tizi n'Tichka). Nel 1943 fu impegnato, con il nome di 1º Reggimento di Fanteria motorizzata straniera, nei combattimenti in Nord Africa. Durante la campagna di Tunisia, il Reggimento fu decorato con la Croce di Guerra (1939-1945).

### Dopoguerra
Mentre uno dei suoi battaglioni, integrato nel 5º REI, prendeva parte alla guerra d'Indocina, il Reggimento tornò in Marocco. Il 2º Battaglione partecipò alla repressione dell'insurrezione malgascia del 1947. Negli anni '50, per la prima volta, svolse una missione di addestramento per le unità destinate a combattere in Estremo Oriente. Contribuì a mantenere l'ordine lungo i confini algerini-tunisini durante la guerra d'Algeria. Nel 1963, dopo il cessate il fuoco, gli fu affidata la missione di garantire la sicurezza del sito di Reggane, nel cuore del Sahara, dove venivano sviluppate le armi nucleari francesi. L'evacuazione del sito da parte della Francia portò al suo scioglimento nel 1964. Qualche anno dopo, fu il Gruppo di addestramento della Legione straniera (GILE) a ereditare la missione di addestrare tutti i corpi della Legione. Il GILE fu inizialmente di stanza in Corsica, a Corte, prima di essere trasferito nel 1976 a Castelnaudary.

## Il Reggimento

### Missioni
La missione del Reggimento è garantire:
- la formazione iniziale di tutti i volontari della Legione straniera;
- formazione di specialisti di base, di 1º grado e di 2º grado nei settori del combattimento, dello sport, delle trasmissioni, della sanità, dell'amministrazione, dell'istruzione di guida, della manutenzione dei veicoli e delle telecomunicazioni, dell'informatica, ecc.[1];
- fornire formazione agli ufficiali della Legione straniera (formazione generale di base, 1º e 2º grado)[4].

### Organizzazione
Il 4º Reggimento straniero è diviso in 6 compagnie di  numero molto variabile e con specialità ben definite. Il reggimento ha poco più di 500 effettivi fissi.
- La CCS o Compagnia di Comando e Servizi, riunisce tutti i servizi necessari al buon funzionamento della vita quotidiana dell'unità (cucine, infermeria, officine meccaniche, caserme, ecc.).
- 3 CEV o compagnia di reclute volontarie. Forniscono una formazione iniziale a tutti i giovani coinvolti. Il ciclo di addestramento di 17 settimane inizia sistematicamente con un soggiorno di un mese in una fattoria, dove il giovane legionario impara il francese, il lavoro del soldato e la vita di gruppo.
- CIC o società di formazione dirigenziale. Questa è la compagnia che addestra i futuri caporali e i futuri sergenti della Legione Straniera. Addestra inoltre i futuri comandanti di gruppi di fanteria corazzata e supervisiona i sottufficiali più anziani durante l'addestramento generale di 2º livello.
- CIS o Società di Formazione Specialistica. Forma futuri specialisti per tutti i reggimenti della Legione in settori diversi dalla "professione" del reggimento: fanteria, cavalleria o ingegneria. Entrò anche a far parte del centro di addestramento conducenti della Legione straniera[4].

### Materiali
Il 4º RE è un Reggimento di addestramento e non dispone di grandi equipaggiamenti. D'altro canto, dispone al suo interno di strutture adatte agli allenamenti svolti: poligono di tiro chiuso, piscina coperta, pista di guida, numerose sale informatiche, palestra e stadio, percorso a ostacoli, ecc. Il Reggimento possiede anche quattro fattorie, una per ogni compagnia di volontari e una per la compagnia di addestramento degli ufficiali, nonché uno chalet a Formiguères (vicino a Font-Romeu). Queste fattorie offrono una formazione di qualità, lontana dai vincoli della vita di quartiere, consentendo di apprendere la vita della comunità.

## Tradizioni

### Distintivo
Il 4º RE conserva nel suo stemma la Koutoubia di Marrakech e le montagne dell'Atlante.

### Motto
- "Onore e lealtà"
- "Ad legionem aedificandam" che significa;"Per costruire la Legione" (motto adottato ufficialmente con l'autorizzazione del Comando della Legione straniera, nel 2020)[3].

### Madrina
Marie-Laure Buisson (nata nel 1967) è la madrina del Reggimento e legionaria onoraria di 1a classe dal 2019, in riconoscimento delle azioni di solidarietà da lei svolte a favore dei legionari feriti ed ex legionari. Questa è solo la seconda volta nella storia della Legione che un'unità ha un patrono, dopo la principessa Leïla Hagondokoff, contessa di Luart, patrona del 1º Reggimento di cavalleria straniera nel 1943, in riconoscimento del suo operato e della sua dedizione ai legionari feriti durante la seconda guerra mondiale.